# Strongyli (ö i Thessalien)
Strongyli (grekiska: Στρογγυλή) är en ö i Grekland. Den ligger i Pagaseiska viken i regionen Thessalien, i den centrala delen av landet, 140 km norr om huvudstaden Aten.